# Голубец, Михаил Андреевич
Михаи́л Андре́евич Голубе́ц (укр. Михайло Андрійович Голубець; 30 октября 1930 года, Великий Любень — 14 августа 2016 года, Львов) — советский и украинский учёный, государственный и политический деятель, народный депутат Украины I созыва, доктор биологических наук, профессор, академик Национальной академии наук Украины, заслуженный деятель науки и техники Украины, лауреат Государственной премии Украины в области науки и техники, вице-президент Лесоводческой академии наук Украины, почетный директор Института экологии Карпат НАН Украины.

## Биография
Родился в селе Великий Любень, теперь во Львовской области. В 1953 году получил высшее образование, окончив Львовский сельскохозяйственный институт. Специальность по диплому о высшем образовании — «Экология и лесоведение», квалификация — «Инженер лесного хозяйства». Начал научную деятельность в 1953 году аспирантом, позднее — преподавателем Львовского сельскохозяйственного института и Львовского лесотехнического института, где работал до 1957 года. До 1962 года был младшим, старшим научным сотрудником Института земледелия и животноводства западных районов УССР. Доктор биологических наук с 1970 года по специальности 094 — ботаника. Диссертационная работа защищена в 1969 году в Ботаническом институте имени Комарова АН СССР. С 1974 года работал старшим научным сотрудником Научно-природоведческого музея АН УССР. С 1974 по 1991 год работал руководителем Львовского отделения Института ботаники им. М. Г. Холодного АН УССР. Ученое звание профессора присвоено в 1978 году по кафедре морфологии и систематики растений Львовского государственного университета имени Ивана Франко. В период с 1991 по 2007 года ученый возглавляет Институт экологии Карпат НАН Украины, с 2008 года — почетный директор этого же научного заведения.
Подготовку специалистов осуществляет по направлениям «Экология», «Ботаника», «Лесоведение и лесоводство». Научно-педагогический стаж работы профессора Голубца составляет 55 лет. Действительный член НАН Украины, Экологической академии наук Украины. Член специализированных советов Львовского национального университета ветеринарной медицины и биотехнологий имени С. З. Гжицкого (экология), Ивано-Франковского национального технического университета нефти и газа Украины (экологическая безопасность) и Географического факультета Львовского национального университета имени Ивана Франко (конструктивная география и рациональное использование природных ресурсов). Действительный член Научного общества имени Шевченко.
Являлся членом редколлегий ряда научных журналов, среди которых: «Биологические студии/Studia Biologica», «Экология и ноосферология», «Научные труды Лесоводческой академии наук Украины», «Украинский ботанический журнал».
Как депутат Верховной Рады Украины I созыва, был одним из участников разработки и подписания документов о прекращении существования Советского Союза (Беловежские соглашения).

## Научные труды
Основное направление научных исследований профессора Голубца — структурно-функциональная организация наземных экосистем и геосоциосистем, перспективы управления социосферными процессами. Руководство аспирантурой осуществляет ученый с 1965 года. Под его руководством защищено более 15 диссертаций.
Научное наследие профессора Голубца М. А. составляют более 450 научных работ в различных отечественных и зарубежных изданиях.
- (рос.) Голубець М. А. Ельники Украинских Карпат. — К.: Наукова думка, 1978. — 264 с.
- Голубець М. А. Плівка життя. — Львів: Поллі, 1997. — 185 с.
- Голубець М. А. Від біосфери до соціосфери. — Львів: Поллі, 1997. — 252 с.
- (рос.) Голубец М. А. Актуальные вопросы экологии. — К.: Наукова думка, 1982. — 158 с.
- Голубець М. А. Екосистемологія. — Львів: Поллі, 2000. — 316 с.
- Голубець М. А. Екологічний потенціал наземних екосистем. — Львів: Поллі, 2003. — 180 с.
- Голубець М. А. Вступ до геосоціосистемології. — Львів: Поллі, 2005. — 199 с.
- Концептуальні засади сталого розвитку гірського регіону / М. А. Голубець, П. С. Гнатів, М. П. Козловський та ін. За ред. акад. М. А. Голубця. — Львів: Поллі, 2007. — 288 с.

## Награды
Заслуженный деятель науки и техники Украины (1992 год), лауреат государственной премии в области науки и техники за 2005 год, награждён Орденом «За заслуги» ІІІ степени.